# Caprais Privat
Caprais Privat est un religieux et homme politique français né le 6 janvier 1730 à Craponne (Haute-Loire) et décédé le 30 avril 1805 au même lieu.
Curé de Craponne, il est député du clergé aux états généraux de 1789 pour la sénéchaussée du Puy-en-Velay. Il vote avec la majorité réformatrice.

## Sources
- « Caprais Privat », dans Adolphe Robert et Gaston Cougny, Dictionnaire des parlementaires français, Edgar Bourloton, 1889-1891 [détail de l’édition]